# Camas (Montana)
Camas – jednostka osadnicza w Stanach Zjednoczonych, w stanie Montana, w hrabstwie Sanders.